# Gustav Zinke
Gustav Philip Zinke (* 1. April 1891 in Raudnitz ab der Elbe, Bezirk Leitmeritz, Königreich Böhmen; † 11. November 1967 Roudnice nad Labem, Okres Litoměřice, Tschechoslowakei) war ein böhmischer und tschechoslowakischer Ruderer.

## Biografie
Gustav Zinke kam als Sohn des Apothekers und Sportpioniers Ferdinand Zinke zur Welt. Er wurde fünffacher tschechoslowakischer Meister.  Bei den Olympischen Sommerspielen 1920 schied er in der Einer-Regatta im Vorlauf aus. Bei den Europameisterschaften 1923 und 1924 gewann er jeweils die Bronzemedaille im Einer.
Gustave Zinke übernahm die Apotheke seines Vaters. Am 11. November 1967 wurde er von einem Zug erfasst und starb im Alter von 76 Jahren.